# ADOR
ADOR（アドア、朝: 어도어）は、韓国の芸能事務所である。HYBE LABELS傘下。キャッチコピーは「All Doors One Room」。

## 来歴
2021年11月1日、SOURCE MUSIC傘下の部門を単純物的分割し、「ADOR」を新設することが発表される。。
2021年11月12日、HYBEが新レーベルADOR（All Doors One Room）を設立し、会社の代表取締役には、ミン・ヒジンCBOが選任された。。
2022年3月3日、今年の第四半期に新人ガールズグループを披露することを公表する。。
2022年7月22日、ADORから初の女性アイドルグループ「NewJeans」がデビュー。

## 所属
- 旧所属（〜2024年11月29日）
  - NewJeans（ミンジ、ハニ、ダニエル、ヘリン、ヘイン）

## 騒動

### 経営陣の背任疑惑に関する騒動
2024年4月22日、親会社であるHYBEがミン・ヒジン代表とADOR経営陣が独立を画策した疑惑で監査に着手した。
同日、HYBEはミン・ヒジン代表に職務停止・辞任要求を伝えたほか、ADOR経営陣を相手に臨時株主総会の召集を要求したと報じられる。

株主総会の招集や監査のニュースが報じられたことでHYBEの株価は急落し、同日の終値で前日比7.81%下落した。
4月23日、HYBEがADOR経営陣が経営権奪取を試みたとみられる内部資料を発見したことが報じられる。一方、ミン・ヒジン代表はメディアを通じて経営権奪取を試みたことはないと反論した。
4月24日、ミン・ヒジン代表がHYBEの監査質疑書に回答。
4月25日、HYBEはADORがミン・ヒジン代表主導で経営権奪取の計画が策定されたという具体的な事実を確認し、物証も確保したとする中間監査結果を発表した。同日、HYBEは警察にミン・ヒジン代表とADOR経営陣に対して業務上背任の疑いで告発状を提出。
同日、ミン・ヒジン代表が緊急記者会見を開き、疑惑やメディアによって報じられた内容について釈明した他、HYBEとの関係などについても説明した。
4月26日、HYBEは前日のミン・ヒジン代表による記者会見を受けて反論するコメントを発表。
4月30日、ADORは5月10日までに取締役会を開き、5月末までに臨時株主総会を開くと発表。
5月7日、ミン・ヒジン代表はHYBEがADOR代表解任案件について賛成の議決権を行使してはならないという趣旨の議決権行使禁止の仮処分を裁判所に申請。
5月10日、ADORは取締役会を実施し、5月31日に臨時株主総会を開くことを決議した。
5月30日、ミン・ヒジン代表がHYBEを相手に提起した議決権行使禁止仮処分訴訟で、裁判所は提出された主張や資料だけでは解任の事由が十分に疎明されていないとして仮処分を認容した。
同日、HYBEは裁判所の判断を尊重し31日の臨時株主総会でミン・ヒジン代表解任案件にて賛成する内容で議決権を行使しないとするコメントを発表。一方で、裁判所が『ミン・ヒジン代表がADORを独立的に支配できる方法を模索したのは明らかである』としたことから、法が定めた枠内で後続の手続きを行うとした。
5月31日、ADORの臨時株主総会が開かれ、ミン・ヒジン代表を除く社内取締役を解任し、HYBEが推薦した3人の新たな社内取締役の選任案が承認された。
8月27日、ADORの取締役会が開かれ、ミン・ヒジンが代表取締役を解任され、新代表取締役としてキム・ジュヨンが選任された。
11月28日、NewJeansメンバー5人による午後8時30分からの緊急記者会見で「翌0時に専属契約を解除する予定」であると宣言される。
11月29日午前0時を以ってミンジ、ハニ、ダニエル、ヘリン、ヘインら5人から専属契約を解除された。